# Осякув
Осякув (пол. Osjaków) — місто в Польщі, у гміні Осьякув Велюнського повіту Лодзинського воєводства.
Населення — 1291 особа (2011). З 1 січня 2024 року має статус міста.
У 1975-1998 роках село належало до Серадзького воєводства.

## Демографія
Демографічна структура станом на 31 березня 2011 року:
|          | Загалом | Допрацездатний вік | Працездатний вік | Постпрацездатний вік |
| -------- | ------- | ------------------ | ---------------- | -------------------- |
| Чоловіки | 642     | 130                | 455              | 57                   |
| Жінки    | 649     | 120                | 393              | 136                  |
| Разом    | 1291    | 250                | 848              | 193                  |